# Stefan Antonowicz
Stefan Antonowicz (ur. 16 grudnia 1895 w m. Kichule, pow. władysławowski na Kowieńszczyźnie,  zm. wiosną 1940 w Katyniu) – polski nauczyciel, porucznik sanitarny Wojska Polskiego, ofiara zbrodni katyńskiej.

## Życiorys
Syn rodzinie Aleksandra i Józefy z Pacewiczów. Studiował fizykę i chemię oraz medycynę w Genewie i Warszawie.
W 1920 był zastępcą ordynatora szpitala polowego. W Wojsku Polskim porucznik rezerwy w korpusie oficerów sanitarnych (i administracji sanitarnej) ze starszeństwem z dniem 1 czerwca 1919. W 1934, jako oficer sanitarny rezerwy (grupa podlekarzy) pozostawał w ewidencji Powiatowej Komendy Uzupełnień Sosnowiec. Posiadał przydział do Kadry Zapasowej 5 Szpitala Okręgowego w Krakowie.
W okresie międzywojennym w 1931 uczył fizyki i chemii w Gimnazjum Żeńskim Zgromadzenia Kupców w Będzinie, następnie w Państwowym Gimnazjum Żeńskim im. J. U. Niemcewicza w Łowiczu. Członek Związku Rezerwistów, Związku Strzeleckiego i Koła Związku Peowiaków 
W 1939 zgodnie z przydziałem mobilizacyjnym w kadrze służb sanitarnych i medycznych Wojska Polskiego. W czasie kampanii wrześniowej, po agresji ZSRR na Polskę, w nieznanych okolicznościach wzięty do niewoli radzieckiej i osadzony w obozie jenieckim w Kozielsku. Wiosną 1940 został zamordowany przez funkcjonariuszy NKWD w lesie katyńskim i tam pogrzebany w bezimiennej mogile zbiorowej, gdzie po 60 latach otwarto Polski Cmentarz Wojenny w Katyniu. Figuruje na liście wywózkowej 0420/2 z kwietnia 1940.
5 października 2007 minister obrony narodowej Aleksander Szczygło mianował go pośmiertnie na stopień kapitana. Awans został ogłoszony 9 listopada 2007 w Warszawie, w trakcie uroczystości „Katyń Pamiętamy – Uczcijmy Pamięć Bohaterów”.
Był żonaty z Kazimierą z Grezejewskich, miał syna Włodzimierza.

## Ordery i odznaczenia
- Medal Niepodległości – 24 października 1931 „za pracę w dziele odzyskania niepodległości”[12][1]